# Olovo
Olovo (chemická značka Pb, latinsky plumbum) je těžký, jedovatý kov, který je znám lidstvu již od starověku. Má velmi nízkou teplotu tání a je dobře kujný i při pokojové teplotě a odolný vůči korozi.

## Základní fyzikálně-chemické vlastnosti
Nízkotavitelný, měkký, velmi těžký, jedovatý kov, používaný člověkem již od starověku. Ve sloučeninách se vyskytuje v mocenství: Pb2+ a Pb4+.
Při teplotách pod 7,196 K je supravodičem 1. typu. Olovo je nejtěžším prvkem, který má stabilní izotop.
Za normálních podmínek je olovo odolné a neomezeně stálé vůči atmosférickým vlivům. V kompaktním stavu se na vlhkém vzduchu příliš nemění, pouze zvolna ztrácí lesk a tvoří se na něm šedobílá vrstva oxidů, hydroxidů a uhličitanů.
Dobře se rozpouští především v kyselině dusičné, koncentrovaná kyselina sírová jej naopak pasivuje a olovo s ní nereaguje.
Olovo velmi dobře pohlcuje rentgenové záření, proto se používá k odstínění zdrojů tohoto záření v chemických a fyzikálních aparaturách a především v lékařství při ochraně obsluhy běžných medicinálních rentgenů. Polotloušťka olova je závislá na energii a typu záření, například pro stínění záření beta je olovo naprosto nevhodné z důvodu silného druhotného záření, které vzniká při interakci záření beta s atomy olova.
Jeho slitiny s cínem, antimonem nebo stříbrem vykazují výborné vlastnosti při tavném spojování kovových předmětů pájením a jako pájky jsou doposud široce používány.

## Výskyt a výroba

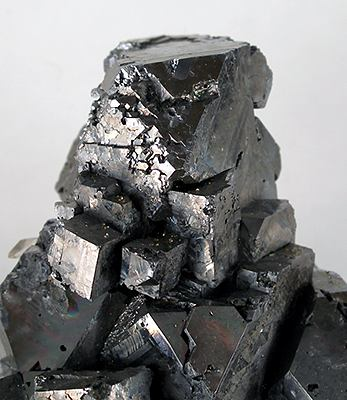
Galenit, olověná ruda

Olovo je v zemské kůře zastoupeno poměrně řídce, průměrný obsah činí pouze 12–16 ppm (mg/kg). Přesto je však jeho obsah větší, než by bylo možno očekávat podle jeho umístění v periodické tabulce prvků. Důvodem pro tento fakt je to, že izotopy olova jsou konečným produktem radioaktivních rozpadových řad uranu a thoria a obsah olova se v zemské kůře postupně zvyšuje. V mořské vodě činí jeho koncentrace pouze 0,03 mikrogramu v jednom litru. Předpokládá se, že ve vesmíru připadá na jeden atom olova přibližně 10 milionů atomů vodíku.
Elementární olovo se v přírodě vyskytuje pouze vzácně. Nejběžnějším minerálem a zároveň olověnou rudou je sulfid olovnatý, galenit PbS. Dalšími méně běžnými minerály olova jsou cerusit, uhličitan olovnatý PbCO3 a anglesit, síran olovnatý PbSO4. Dále se olovo často vyskytuje jako doprovodný prvek v rudách zinku a stříbra.
Při získávání olova z rudy je obvykle hornina jemně namleta a flotací oddělena složka s vysokým zastoupením kovu. Následuje pražení rudy, které převede přítomné sulfidy olova na oxidy.
2 PbS + 3 O2 → 2 PbO + 2 SO2
Olovo se pak z praženého koncentrátu rud získává běžnou žárovou redukcí elementárním uhlíkem (obvykle koks).
PbO + C → Pb + CO

## Využití olova a jeho slitiny

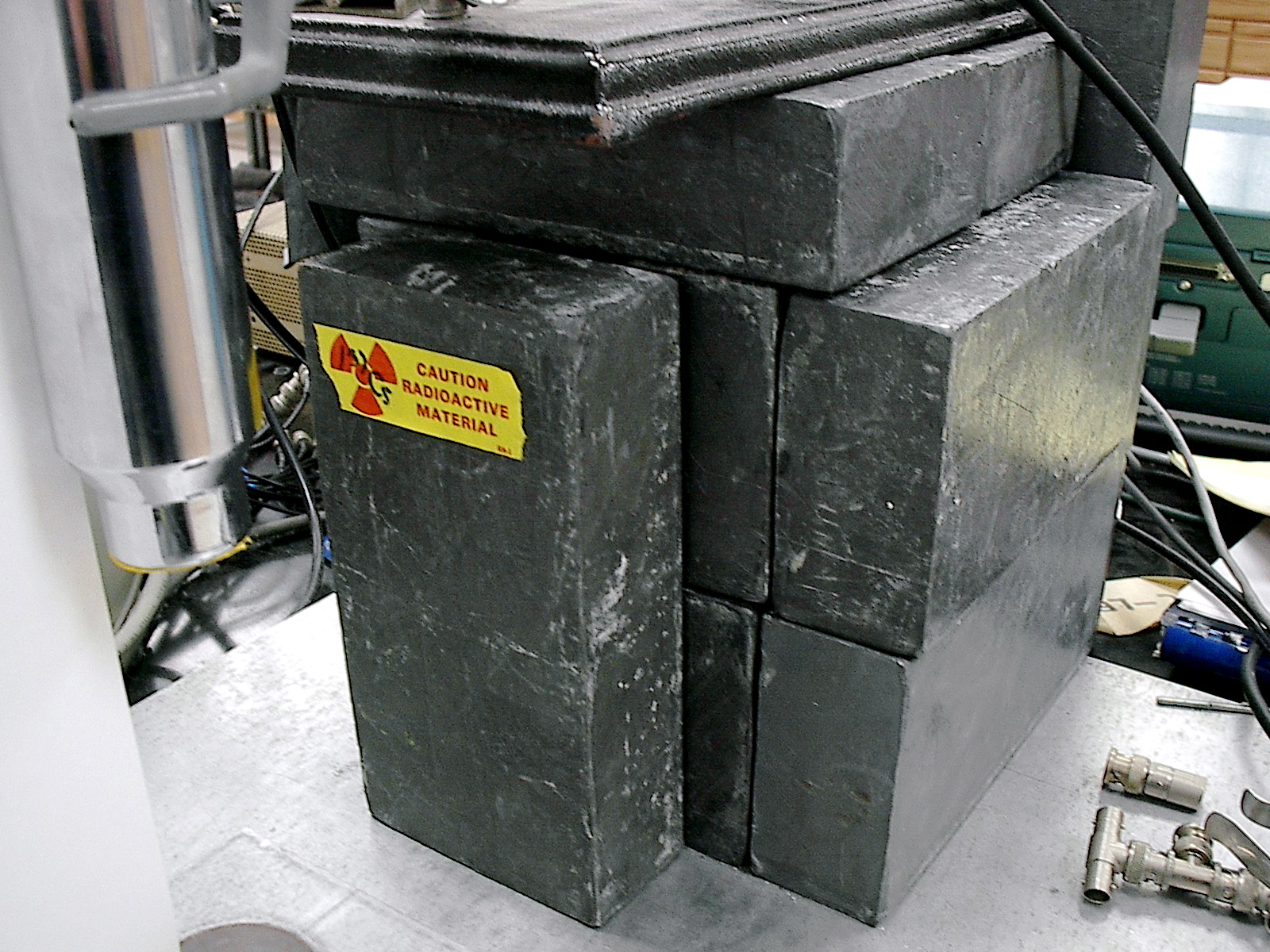
Olověné pláty se také používají jako štít proti radiaci.

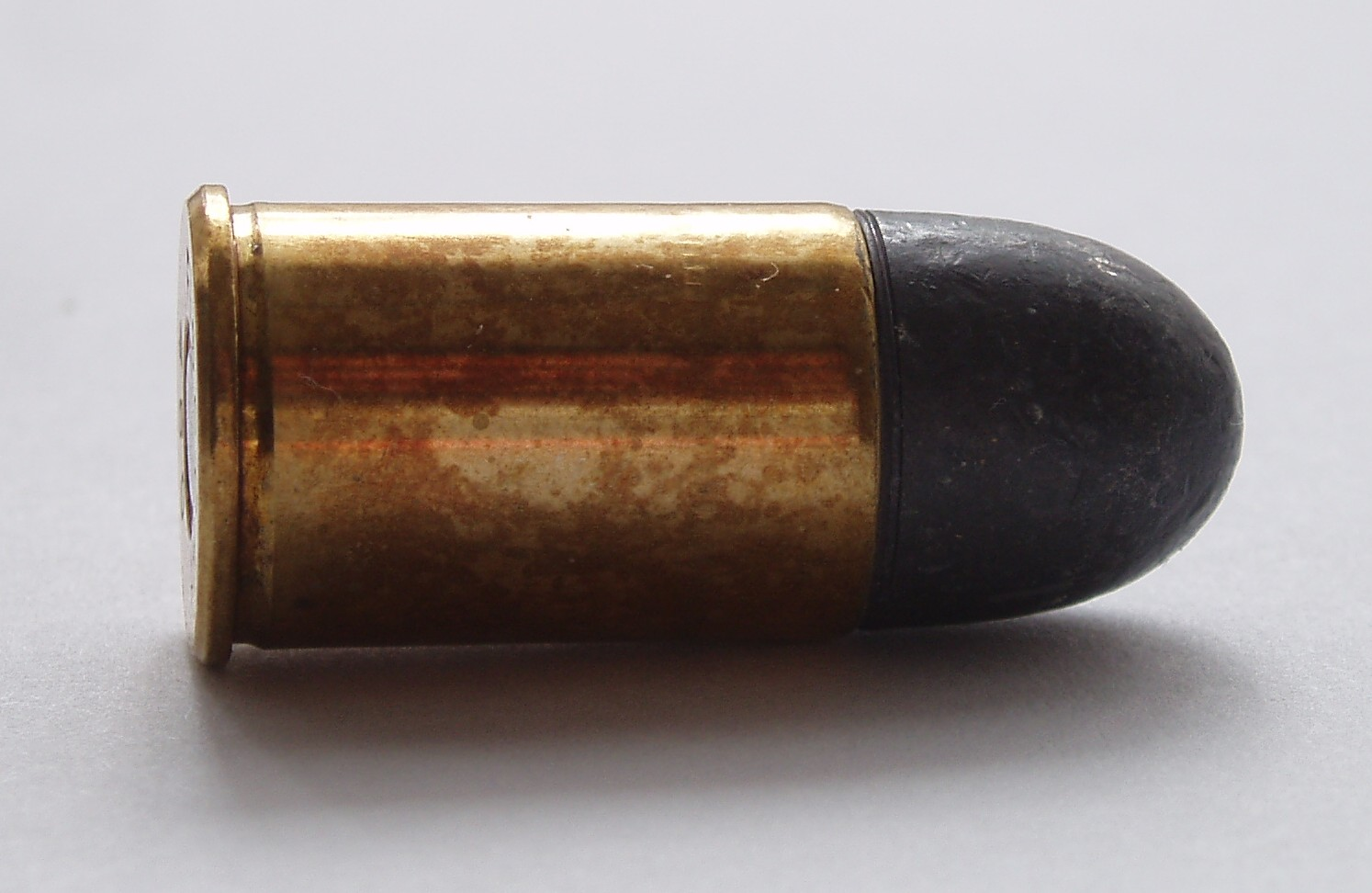
Olověné střelivo

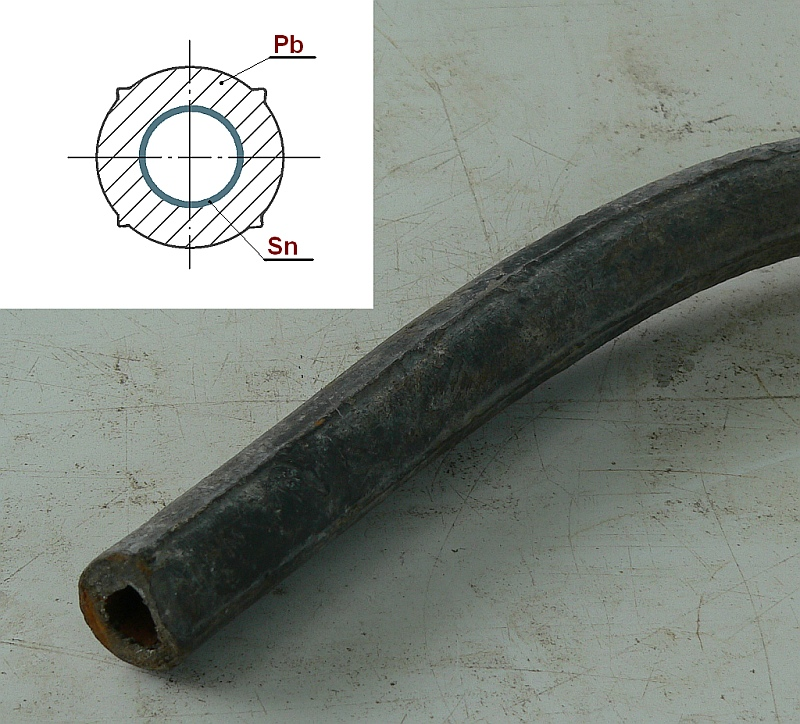
Vodovodní olověná trubka uvnitř potažená cínem

Olovo začali lidé používat již v dávnověku, protože jeho rudy jsou poměrně dobře dostupné. Kdy a kde bylo olovo získáno poprvé není dosud známo, nejstarší dochovaný předmět pochází z období mezi lety 3000 př. n. l. a 2000 př. n. l. a byl nalezen v Malé Asii. V poslední době se projevuje snaha o co největší omezení využívání olova a jeho slitin pro výrobu předmětů praktického použití a to vzhledem k jeho prokázané toxicitě. Avšak ještě v první polovině 20. století bylo olovo velmi běžně užívaným kovem.
- Jedním z největších zpracovatelů olova je do současné doby[kdy?] průmysl, vyrábějící elektrické akumulátory. Přes svoji vysokou hmotnost a obsah vysoce žíravé kyseliny sírové jsou technické parametry olověných akumulátorů natolik vhodné, že ve vybavení automobilů mají stále většinové zastoupení. Jejich hlavní výhodou je odolnost vůči otřesům a vysokému proudovému zatížení, proto jsou vhodné pro vozidla jako startovací i trakční zdroje. Pro tyto účely je využívána přibližně polovina světové produkce olova, jejich recyklace je také jedním z nejvýznamnějších zdrojů tohoto kovu.

- Ve středověku bylo obtížné vyrobit skleněné tabule o větších rozměrech a proto se okna zhotovovala z malých skleněných tabulek seskládaných do olověných H profilů letovaných pájkou (vitráže).[3] Dodnes tato okna můžeme vidět ve starých katedrálách a středověkých hradech.

- Vysoké odolnosti olova vůči korozi vodou bylo využíváno ke konstrukci části vodovodních rozvodů (obvykle přímo v jednotlivých objektech) z olověných trubek s cínovou vložkou silnou přibližně 0,5 mm (poznají se podle podélných výstupků) a odpadních rozvodů v domácnostech a chemických laboratořích (dodnes). Dodnes je řada těchto instalací plně funkčních.

- Konstrukce velkoobjemových nádob na uchovávání koncentrované kyseliny sírové využívá faktu, že olovo je vůči působení této mimořádně silné kyseliny velmi odolné. Olovo přitom slouží pouze pro pokrytí vnitřních stěn ocelových nádrží, samotné olovo by nemělo dostatečnou mechanickou pevnost a odolnost.

- Ve stavebnictví se využívalo olovo ve středověku jako střešní krytina nebo jako materiál pro zalévání spojovacích spon, čepů a jiných železných prvků u kamenných staveb.

- U parních kotlů se používalo olovo jako těsnění vymývacích víček a náplň olovníků.

- Olovo velmi účinně pohlcuje rentgenové záření a záření gama. Slouží proto jako ochrana na pracovištích, kde se s tímto vysoce energetickým elektromagnetickým zářením pracuje.

- Přidáním olova do skla se značně zvyšuje jeho index lomu a zároveň snižuje jeho tvrdost, což znamená, že se snáze brousí a leští. Olovnaté sklo je prakticky výhradní surovinou pro výrobu broušených ověsů skleněných lustrů i řady dekorativních skleněných předmětů (vázy, popelníky, těžítka…).

- Olovo je stále převažujícím materiálem na výrobu střeliva a to především pro svoji vysokou specifickou hmotnost, která poskytuje olověné střele vysokou průraznost. Většina nábojů do lehkých palných zbraní (pistole, revolvery, pušky, samopaly) se skládá z olověného jádra, která je kryto ocelovým nebo měděným pláštěm. Střelivo pro brokové zbraně tvoří obvykle broky z čistého olova, případně slitiny olova s antimonem.

Ze slitin olova jsou nejvýznamnější pájky. Nejobvyklejší pájky jsou slitiny olova s cínem, používané pro pájení jednoduchých elektrických obvodů nebo instalatérské práce. Bod tání těchto pájek je dán poměrem obou kovů, pohybuje se v rozmezí 250–400 °C.[zdroj?]
- Pro zvýšení bodu tání a pevnosti sváru se vyrábějí slitiny cínu, olova, stříbra, kadmia a antimonu. Pro účely, vyžadující zvlášť velkou tvrdost spoje se navíc přidává i fosfor, který však zvyšuje křehkost materiálu.
  - V současné době je z ekologického hlediska zvyšován tlak na odstranění toxických těžkých kovů jako je olovo a kadmium z elektronických produktů každodenního použití. V souvislosti s tím roste poptávka po pájkách složených pouze ze stříbra a cínu, přes jejich vyšší cenu a nižší kvalitu a životnost spoje – bezolovnaté pájky jsou křehčí, tedy výrazně náchylnější ke vznikům studených spojů (otřesy, tepelná dilatace), navíc jsou dříve či později degradovány cínovým morem, jehož vznik olovo významně potlačuje, proto se olověné pájky téměř výhradně používají při opravách elektroniky.

- Ložisková kompozice je slitina s přibližným složením 80–90 % Sn, která obsahuje navíc měď, olovo a antimon. Vyznačuje se především vysokou odolností proti otěru i když jsou poměrně měkké – slouží pro výrobu kluzných ložisek pro automobilový průmysl a další aplikace.

- Ještě před nedávnou dobou[kdy?] byla hojně užívanou slitinou liteřina, směs olova, cínu a antimonu. Odlévala se z ní jednotlivá písmena, která se v tiskárnách skládala do stránek a sloužila k tisku knih, novin a časopisů. Po vytištění potřebného textu se stránka rozmetala a byly odlity nové litery. V současné době je tento typ tisku překonán a opuštěn.

## Sloučeniny

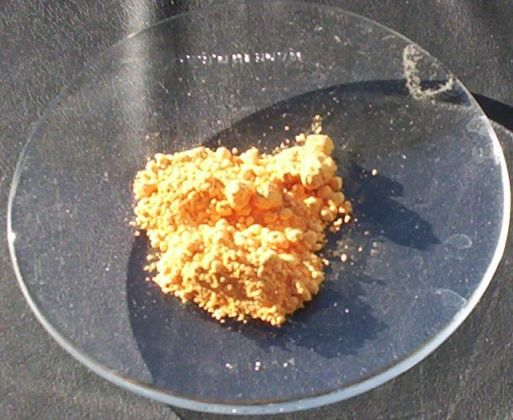
Oxid olovnatý

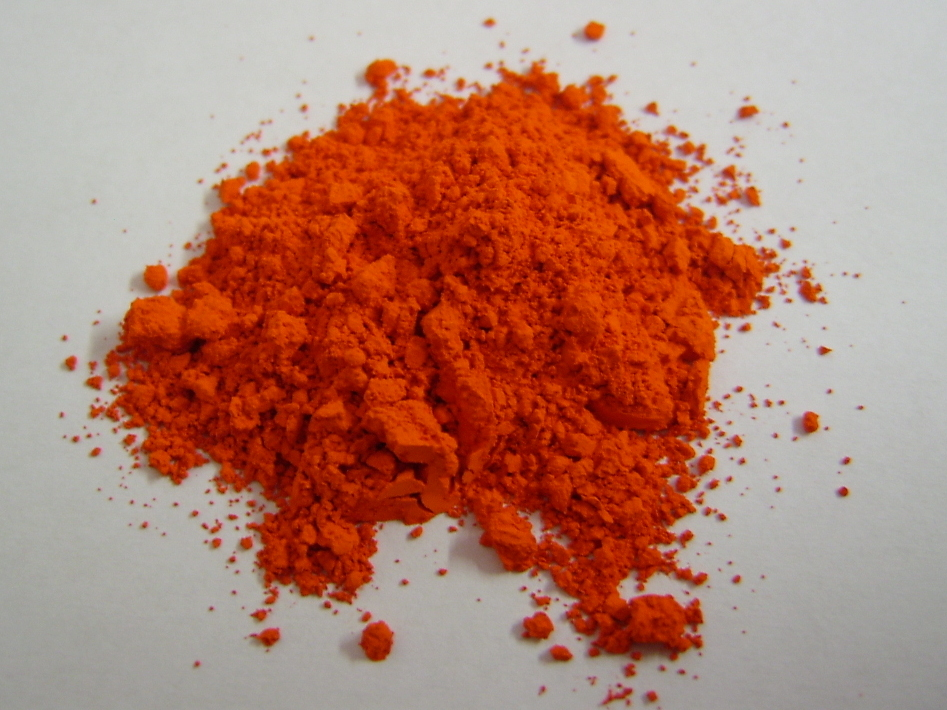
Oxid olovnato-olovičitý

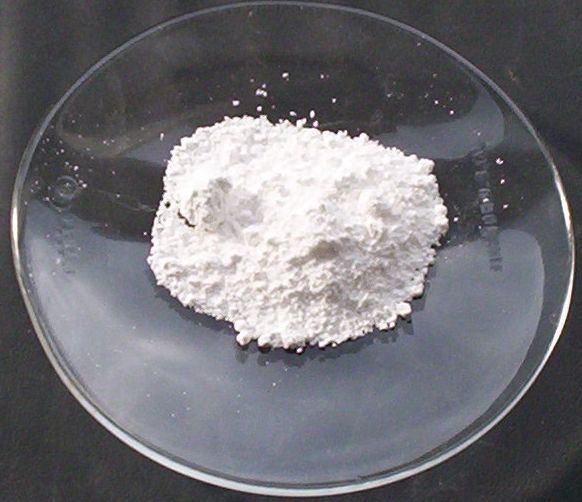
Síran olovnatý

Olovo vytváří sloučeniny s mocenstvím Pb2+ a Pb4+. Nejstálejší jsou přitom sloučeniny dvojmocného olova, čtyřmocné olovo je vesměs oxidačním činidlem. Z velké řady sloučenin mají největší praktický význam:
- Oxid olovnatý, PbO, se vyskytuje ve dvou barevných formách – červené (tetragonální; starší název olovnatý klejt) a žluté. Oxid olovnatý lze nejsnáze připravit přímou oxidací roztaveného olova vzdušným kyslíkem. Hlavní uplatnění nalézá při výrobě těžkého olovnatého skla, s vysokým indexem lomu a leskem. Další uplatnění nalézá tato látka jako složka keramických glazur a emailů.

- Oxid olovnato-olovičitý (také nazývaný suřík), Pb3O4, směsný oxid 2 PbO.PbO2, nalézá využití jako nerozpustný červený pigment. Slouží k výrobě antikorozních nátěrů železných a ocelových konstrukcí a jako součást keramických glazur. Uplatňuje se i při výrobě syntetického kaučuku jako aktivátor vulkanizace.

- Oxid olovičitý, PbO2, je hnědá látka s oxidačními vlastnostmi. Jeho využití při výrobě zápalek je založeno na faktu, že jeho směsi se snadno zápalnými látkami (fosfor, síra) se samovolně vzněcují. Tato vlastnost se uplatní i při výrobě pyrotechnických materiálů.

- Sulfid olovnatý, PbS, je černá, silně nerozpustná sloučenina kovového lesku, velmi dobře štěpná. V přírodě se vyskytuje jako minerál a olověná ruda galenit. Velmi čistý PbS je citlivým detektorem infračerveného záření a vykazuje fotoelektrickou vodivost (podobně se chová i selenid olovnatý PbSe a telurid olovnatý PbTe). Tato vlastnost se využívá například při výrobě fotografických expozimetrů a fotočlánků.

- Uhličitan olovnatý PbCO3 je ve vodě nerozpustná látka, snadno se rozkládá zahřátím. Je součástí barviva – olovnaté běloby – Pb3(OH) 2(CO3)2. Tento malířský pigment má výbornou krycí schopnost (používá se také v druhé fázi techniky – podmalbě, kdy jím malíř vykreslí světlá místa) a smíšen s olejovitými látkami slouží jako malířská barva. Nevýhodou tohoto pigmentu (kromě jeho toxicity, kvůli které se musí dbát zvýšené opatrnosti) je fakt, že v přítomnosti sirovodíku tmavne vznikem sulfidu olovnatého PbS. Za nejkvalitnější druh olovnaté běloby se považuje běloba kremžská.[4]

- K dalším velmi významným malířským pigmentům patří žlutý chroman olovnatý PbCrO4, známý jako chromová žluť.

- Síran olovnatý, PbSO4 je velmi obtížně rozpustná bílá krystalická sloučenina. Krystaly čistého síranu olovnatého jsou čiré jako sklo (označují se někdy jako olovnaté sklo). V chemických výrobách se někdy používá přídavek síranových iontů k roztoku pro odstraňování toxických iontů olova. Dříve se také používal jako pigment do barev a zejména do líčidel (tzv. olověná běloba).

- Dusičnan olovnatý, Pb(NO3)2 je jedna z nejlépe rozpustných sloučenin olova. Vzniká velmi snadno přímo reakcí elementárního olova s kyselinou dusičnou za intenzivního vývoje oxidů dusíku. Slouží často jako výchozí látka pro výrobu jiných sloučenin olova.

- Tetraethylolovo, Pb(C2H5)4, je organokovová sloučenina, která se přidávala do benzínu, aby zpomalovala rychlost jeho hoření a zvyšovala oktanové číslo paliva. Zároveň usazené olovo sloužilo jako mazadlo sedel ventilů spalovacích motorů a utěsňovalo spalovací prostor. Pro typy spalovacích motorů, které musí využívat tento typ paliva, je dnes tato příměs nahrazována organokovovými sloučeninami manganu. Ve vyspělých zemích byly zavedeny trojcestné katalyzátory výfukových plynů, které vedly k zavedení bezolovnatých benzínů.

## Izotopy olova
Olovo, vyskytující se v přírodě, se skládá ze čtyř stabilních izotopů:
- 204Pb, v množství přibližně 1,4 %, které je zástupcem olova vzniklého mimo radioaktivní rozpadové řady.
- 206Pb, v množství přibližně 24,1 %, které vzniklo jako konečný produkt rozpadu uranu 238U (uran-radiová rozpadová řada).
- 207Pb, v množství přibližně 22,1 %, které vzniklo jako finální produkt rozpadu uranu 235U (aktiniová rozpadová řada).
- 208Pb, v množství přibližně 52,4 %, které vzniklo jako finální produkt rozpadu thoria 232Th (thoriová rozpadová řada), jehož jádro je protáhlé.[5][6]

Izotop 210Pb (s poločasem rozpadu přibližně 22 let) neustále vzniká rozpadem 222Rn uvolňovaného ze země, takže olovo běžně dostupné není prosté tohoto izotopu.
Olovo vyskytující se v rudách vykazuje tedy odlišný vzájemný poměr jednotlivých izotopů v závislosti na svém původu. Této skutečnosti lze v jistých případech využít k vysledování původu olova (obvykle archeologické vzorky) metodou hmotnostní spektrometrie. Uvedená technika určí velmi přesně vzájemné zastoupení jednotlivých izotopů olova a porovnáním s tabelovanými hodnotami pro známé starověké lokality těžby olověných rud lze s velkou mírou pravděpodobnosti určit původ vyšetřovaného olověného předmětu nebo i předmětu, kde byl použit olovnatý pigment.
Podobné studie se nemusí omezovat vždy pouze na archeologické vzorky – existují výzkumy, které se snažily vytipovat základní zdroj emisního olova ze spalovacích motorů pro určitou lokalitu. Podle jedné z těchto prací pochází například většina emisního olova v okolí Vídně z Polska.
Důsledkem rozdílného zastoupení izotopů v olovu z různých přírodních materiálů je ovšem i to, že se liší jeho relativní atomová hmotnost, a proto Mezinárodní unie pro čistou a užitou chemii nově doporučuje od r. 2021 uvádět standardní relativní atomovou hmotnost jako interval hodnot (206,14;207,94), případně v jednočíselném vyjádření zvýšit její neurčitost na 207,2 ± 1,1.

## Zdravotní rizika
Toxicita olova je zvláště významná pro dětský organismus. Trvalá expozice dětského organismu i nízkými dávkami olova je příčinou zpomalení duševního vývoje a nepříznivých změn v chování. Znečištění prostředí olovem vede ke zvýšení poruch v dospělosti.
V současné době je olovo, kvůli používání olova v rozvodech pitné vody, při výrobě barev, jako aditiva v benzínu (olovnatý benzín) a jeho ostatnímu využití v průmyslu, všudypřítomným kontaminantem prostředí. V zemské kůře je výskyt olova průměrně zhruba 12,5 mg/kg a bezolovnatý benzín má limit 5 mg/l. Přehlíženým zdrojem olova v organismu je pasivní kouření.
Olovo se po vniknutí do organismu ukládá hlavně v kostech a v určitém množství se nachází v krvi. Typickými příznaky otravy olovem jsou bledost obličeje a rtů, zácpa a nechuť k jídlu, kolika, anémie, bolesti hlavy, křeče, chronická nefritida, poškození mozku a poruchy centrálního mozkového systému. Léčení spočívá v tvorbě komplexu a maskování Pb silným chelatačním činidlem. I stopy olova v okolním prostředí a potravě mohou vést při trvalém přísunu do organismu k následným těžkým onemocněním, protože olovo se v těle kumuluje a vylučuje se jen obtížně.

## Ekologická rizika

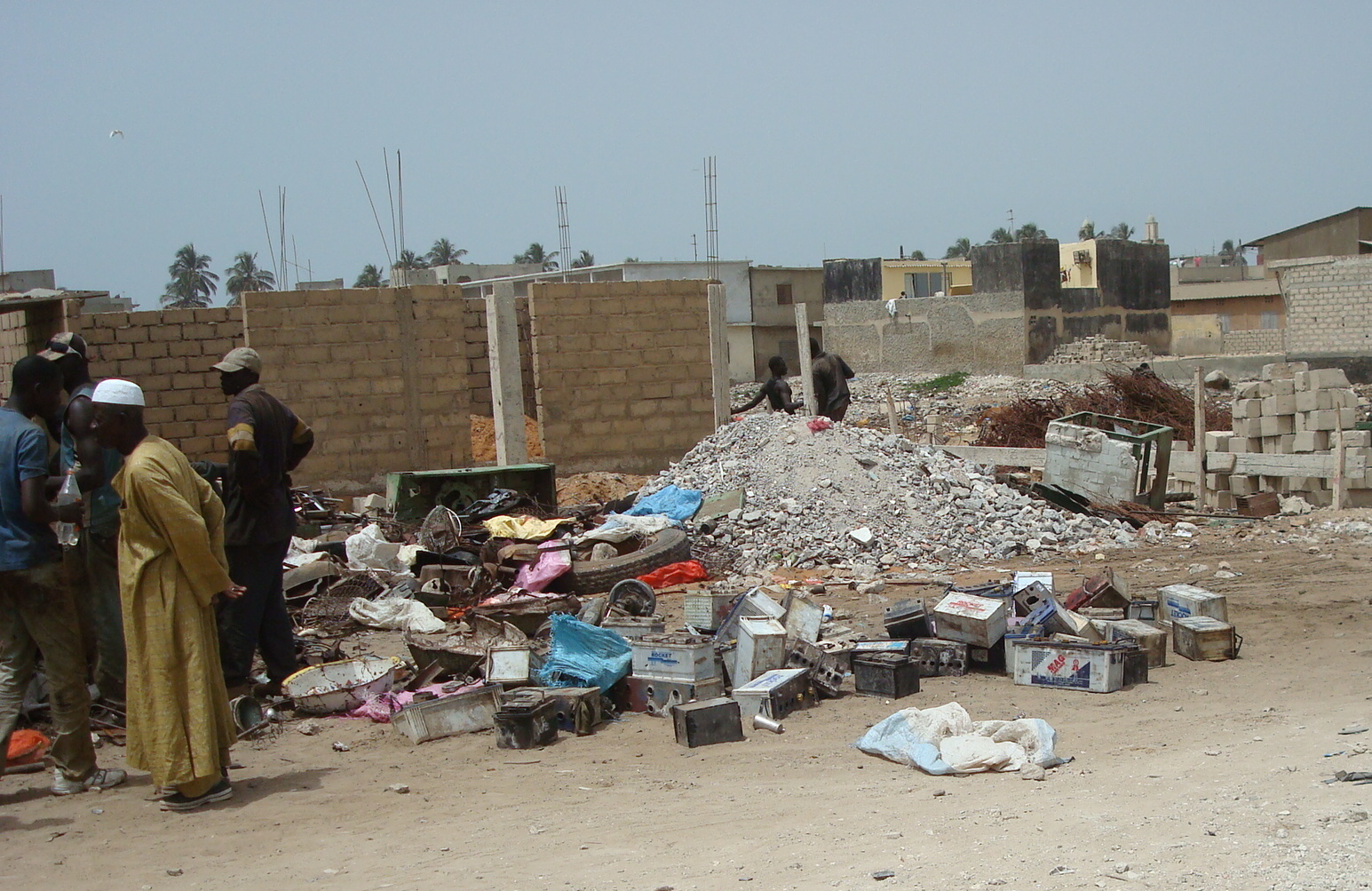
Sběrné místo na baterie v senegalském Dakaru, kde v roce 2008 zemřelo 18 dětí v důsledku otravy olovem.

Těžké kovy jako olovo jsou schopné v atmosféře putovat na velké vzdálenosti, kontaminují půdu i tisíce kilometrů daleko od zdroje znečištění olovem. Ve vodních nádržích a řekách dochází ke kumulaci olova v sedimentech a tvorbě methylderivátů. Díky drastickému omezení obsahu olova v autobenzínech se v Evropě významně podařilo zmenšit rozsah oblastí kriticky zatížených olovem. Zatímco v roce 1990 bylo ohroženo přes 70 % sledovaných ekosystémů, v roce 2000 to bylo již jen 8 %.
Americký výzkum konstatoval, že tisíce tun olova se ročně do životního prostředí dostává vinou rybářů a lovců, kteří používají pro svou zálibu olověné broky a olůvka.
Ve Spojených státech amerických otravou zahynulo v 90. letech 2,4 milionů ptáků za rok, ve Spojeném království 8 000 kachen (Anas platyrhynchos) za rok. Z 1 500 mrtvých labutí (Cygnus olor) v letech 1981–1984 zahynulo 60 % na otravu olovem.
Vzhledem k jeho nebezpečnosti je omezeno jeho používání v některých elektronických a elektrických zařízeních směrnicí RoHS spolu se rtutí, kadmiem a dalším látkami.